# Feyenoord in het seizoen 1998/99
Hier staan alle statistieken van Feyenoord tijdens het seizoen 1998/99.

## Wedstrijden

### PTT-Telecompetitie
| Datum      | Thuis              | Uitslag | Uit                | Doelpuntenmakers Feyenoord                                                                                              | Bijzonderheden                                                                                              |
| ---------- | ------------------ | ------- | ------------------ | --- | --- |
| 21-08-1998 | Fortuna Sittard    | 1 - 2   | Feyenoord          | 0-1 50' Kornejev Tomasson 1-2 90' Vos B. Kalou                                                                          | |
| 30-08-1998 | Feyenoord          | 3 - 1   | MVV                | 1-0 10' Vos Van Gastel 2-1 59' Kornejev 3-1 70' Van Vossen                                                              | |
| 08-09-1998 | Feyenoord          | 5 - 0   | De Graafschap      | 1-0 27' Van Vossen Tomasson 2-0 70' (e.d.) Rzasa 3-0 79' Paauwe 4-0 83' (pen.) Van Gastel 5-0 90' Nelisse Tomasson      | |
| 11-09-1998 | sc Heerenveen      | 0 - 1   | Feyenoord          | 0-1 63' Tininho | |
| 22-09-1998 | PSV                | 1 - 2   | Feyenoord          | 1-1 42' Van Vossen Tomasson 1-2 47' Cruz Tininho                                                                        | |
| 26-09-1998 | Feyenoord          | 3 - 2   | Willem II *        | 1-0 11' Cruz Van Vossen 2-1 87' Cruz Paauwe 3-1 89' (pen.) Kornejev                                                     | * Speelde de wedstrijd uit met 10 spelers, (± 41 min.)                                                      |
| 04-10-1998 | FC Twente          | 1 - 1   | Feyenoord          | 1-1 70' (e.d.) Ten Hag                                                                                                  | 65' Van Vossen                                                                                              |
| 17-10-1998 | Feyenoord          | 0 - 0   | Roda JC            | | 25' Van Wonderen                                                                                            |
| 25-10-1998 | FC Utrecht *       | 2 - 3   | Feyenoord          | 0-1 28' Van Gastel 2-2 61' B. Kalou 2-3 84' Van Gastel Van Vossen                                                       | * Speelde de wedstrijd uit met 10 spelers, (± 18 min.)                                                      |
| 31-10-1998 | Feyenoord          | 1 - 2   | AZ                 | 1-2 75' Van Gastel | |
| 08-11-1998 | NAC Breda          | 1 - 1   | Feyenoord          | 0-1 11' Tomasson | De wedstrijd werd gestaakt na 65 minuten. Het werd in zijn geheel overgespeeld op 18 april 1999.            |
| 11-11-1998 | MVV                | 1 - 3   | Feyenoord          | 0-1 30' Konterman Van Gastel 0-2 33' Cruz 1-3 82' Van Gastel                                                            | 90' (pen.) Van Gastel                                                                                       |
| 15-11-1998 | Feyenoord          | 4 - 1   | Fortuna Sittard *  | 1-0 19' Bosvelt Van Vossen 2-1 60' Paauwe Van Gastel 3-1 66' Tomasson Cruz 4-1 75' (pen.) Van Vossen                    | * Speelde de wedstrijd uit met 10 spelers, (± 88 min.)                                                      |
| 21-11-1998 | Feyenoord          | 4 - 0   | Cambuur Leeuwarden | 1-0 40' (e.d.) Dijkhuizen 2-0 43' Cruz Van Wonderen 3-0 85' Cruz Tomasson 4-0 90' Van Vossen Tomasson                   | |
| 29-11-1998 | Sparta Rotterdam   | 1 - 2   | Feyenoord          | 0-1 15' Tomasson Van Vossen 1-2 87' Cruz B. Kalou                                                                       | |
| 06-12-1998 | Feyenoord          | 1 - 0   | N.E.C.             | 1-0 39' (e.d.) Maes | |
| 10-12-1998 | RKC Waalwijk * **  | 0 - 5   | Feyenoord          | 0-1 21' Paauwe Cruz 0-2 37' Cruz Van Gastel 0-3 64' Tomasson Van Vossen 0-4 66' B. Kalou Bosvelt 0-5 83' Bosvelt Paauwe | * Speelde de wedstrijd uit met 10 spelers (± 58 min.) ** Speelde de wedstrijd uit met 9 spelers (± 45 min.) |
| 13-12-1998 | Vitesse            | 1 - 1   | Feyenoord          | 1-1 90' Van Gastel Van Vossen                                                                                           | |
| 20-12-1998 | Feyenoord          | 1 - 1   | Ajax               | 1-1 71' Van Wonderen | |
| 21-02-1999 | Feyenoord          | 3 - 1   | PSV *              | 1-0 29' (pen.) Van Gastel 2-0 41' (pen.) Cruz 3-1 78' Cruz Van Vossen                                                   | * Speelde de wedstrijd uit met 10 spelers (± 49 min.)                                                       |
| 24-02-1999 | Feyenoord          | 1 - 0   | RKC Waalwijk       | 1-0 75' Kornejev B. Kalou                                                                                               | |
| 28-02-1999 | Feyenoord          | 2 - 1   | sc Heerenveen *    | 1-0 48' Tomasson Van Gobbel 2-1 90' Tomasson B. Kalou                                                                   | * Speelde de wedstrijd uit met 10 spelers (± 4 min.)                                                        |
| 07-03-1999 | De Graafschap      | 3 - 4   | Feyenoord          | 2-1 15' (pen.) Van Gastel 3-2 55' Van Gastel Van Wonderen 3-3 83' Kornejev 3-4 84' Cairo Paauwe                         | |
| 17-03-1999 | Cambuur Leeuwarden | 1 - 5   | Feyenoord          | 1-1 18' B. Kalou 1-2 30' Tomasson Paauwe 1-3 32' Cruz Tomasson 1-4 35' Van Gobbel Tomasson 1-5 45' Cruz B. Kalou        | |
| 21-03-1999 | Willem II          | 4 - 1   | Feyenoord          | 4-1 90' (pen.) Van Gastel                                                                                               | |
| 02-04-1999 | AZ                 | 0 - 2   | Feyenoord          | 0-1 45' Cruz 0-2 73' Cruz Bosvelt                                                                                       | 78' B. Kalou                                                                                                |
| 05-04-1999 | Feyenoord          | 1 - 0   | Sparta Rotterdam   | 1-0 14' Tomasson Cruz                                                                                                   | |
| 11-04-1999 | Feyenoord          | 4 - 2   | FC Utrecht         | 1-2 27' Tomasson Van Vossen 2-2 40' Bosvelt Cruz 3-2 50' Tomasson Cairo 4-2 79' Bosvelt                                 | |
| 18-04-1999 | NAC Breda          | 0 - 1   | Feyenoord          | 0-1 38' Tomasson B. Kalou                                                                                               | |
| 25-04-1999 | Feyenoord *        | 2 - 2   | NAC Breda          | 1-1 36' Tomasson B. Kalou 2-1 41' Cruz Van Gobbel                                                                       | Kampioenswedstrijd                                                                                          |
| 02-05-1999 | Ajax               | 6 - 0   | Feyenoord          | | |
| 09-05-1999 | Feyenoord          | 3 - 1   | FC Twente          | 1-0 8' Paauwe Kornejev 2-0 15' Cairo 3-0 66' Tomasson                                                                   | |
| 12-05-1999 | Roda JC            | 1 - 0   | Feyenoord          | | 71' Kornejev ( 61')                                                                                         |
| 16-05-1999 | N.E.C.             | 0 - 3   | Feyenoord          | 0-1 42' Van Vossen Paauwe 0-2 70' Vos Bosvelt 0-3 83' Gyan Tomasson                                                     | |
| 23-05-1999 | Feyenoord          | 2 - 1   | Vitesse            | 1-1 68' Paauwe 2-1 85' Tomasson Cruz                                                                                    | |

| * Kampioen PTT-Telecompetitie 1998/99 |
| ------------------------------------- |
| Veertiende titel                      |

### Amstel Cup

#### Tweede ronde
De clubs die europees voetbal spelen stromen tijdens de tweede ronde van het toernooi in.
| Datum      | Thuis       | Uitslag | Uit          | Doelpuntenmakers Feyenoord        | Bijzonderheden |
| ---------- | ----------- | ------- | ------------ | --------------------------------- | -------------- |
| 20-10-1998 | Feyenoord * | 2 - 1   | ADO Den Haag | 1-0 9' B. Kalou 2-1 109' Tomasson | * Winst n.v.   |

#### Achtste finale
| Datum      | Thuis      | Uitslag | Uit       | Doelpuntenmakers Feyenoord      | Bijzonderheden |
| ---------- | ---------- | ------- | --------- | ------------------------------- | -------------- |
| 04-02-1999 | FC Utrecht | 1 - 2   | Feyenoord | 0-1 17' Paauwe 1-2 38' Kornejev |                |

#### Kwartfinale
| Datum      | Thuis       | Uitslag | Uit     | Doelpuntenmakers Feyenoord                 | Bijzonderheden |
| ---------- | ----------- | ------- | ------- | ------------------------------------------ | -------------- |
| 10-03-1999 | Feyenoord * | 2 - 1   | Vitesse | 1-0 48' (pen.) Van Gastel 2-1 98' Kornejev | * Winst n.v.   |

#### Halve finale
| Datum      | Thuis | Uitslag | Uit       | Doelpuntenmakers Feyenoord | Bijzonderheden |
| ---------- | ----- | ------- | --------- | -------------------------- | -------------- |
| 14-04-1999 | Ajax  | 2 - 1   | Feyenoord | 1-1 55' Van Gastel         | 73' Gyan       |

### Europees

#### UEFA Cup

##### Eerste ronde
| Datum      | Thuis         | Uitslag | Uit           | Doelpuntenmakers Feyenoord                           | Bijzonderheden |
| ---------- | ------------- | ------- | ------------- | ---------------------------------------------------- | -------------- |
| 15-09-1998 | VfB Stuttgart | 1 - 3   | Feyenoord     | 0-1 10' Van Gastel 0-2 22' Tomasson 1-3 32' Tomasson |                |
| 29-09-1998 | Feyenoord     | 0 - 3   | VfB Stuttgart |                                                      |                |

## Selectie
De selectie staat op alfabetische volgorde.
| Positie | Speler                  |
| ------- | ----------------------- |
| V       | Patrick Allotey         |
| M       | Paul Bosvelt            |
| V       | René Bot (tot dec 1998) |
| A       | Ellery Cairo            |
| A       | Julio Cruz              |
| M       | René van Dieren         |
| DM      | Jerzy Dudek             |
| V       | Henk Fraser             |
| M       | Jean-Paul van Gastel    |
| V       | Ulrich van Gobbel       |
| DM      | Ronald Graafland        |
| V       | Patricio Graff          |
| V       | Christian Gyan          |
| V       | Ferry de Haan           |
| A       | Bonaventure Kalou       |

| Positie | Speler             |
| ------- | ------------------ |
| V/M     | Bert Konterman     |
| A       | Igor Kornejev      |
| A       | Robin Nelisse      |
| V/M     | Patrick Paauwe     |
| V/M     | Brad Parker        |
| V       | Fernando Pascale   |
| V       | Fernando Picún     |
| A       | Brian Pinas        |
| V       | Bernard Schuiteman |
| V       | Tininho            |
| M/A     | Jon Dahl Tomasson  |
| A       | Henk Vos           |
| A       | Peter van Vossen   |
| V       | Kees van Wonderen  |
| DM      | Edwin Zoetebier    |

## Topscorers
Legenda
- Doelpunt
- Waarvan Strafschoppen

Er wordt steeds de top 3 weergegeven van elke competitie.

### PTT-Telecompetitie
| Plek | Speler               |    | Gescoord met penalty |
| ---- | -------------------- | -- | -------------------- |
| 1.   | Julio Cruz           | 15 | 1                    |
| 2.   | Jon Dahl Tomasson    | 13 | 0                    |
| 3.   | Jean-Paul van Gastel | 10 | 4                    |

### Amstel Cup
| Plek | Speler               |   | Gescoord met penalty |
| ---- | -------------------- | - | -------------------- |
| 1.   | Jean-Paul van Gastel | 2 | 1                    |
| 1.   | Igor Kornejev        | 2 | 0                    |
| 3.   | Bonaventure Kalou    | 1 | 0                    |
| 3.   | Patrick Paauwe       | 1 | 0                    |
| 3.   | Jon Dahl Tomasson    | 1 | 0                    |

### Europees

#### UEFA Cup
| Plek | Speler               |   | Gescoord met penalty |
| ---- | -------------------- | - | -------------------- |
| 1.   | Jon Dahl Tomasson    | 2 | 0                    |
| 2.   | Jean-Paul van Gastel | 1 | 0                    |

### Overall
| Plek | Speler               |    | Gescoord met penalty |
| ---- | -------------------- | -- | -------------------- |
| 1.   | Jon Dahl Tomasson    | 16 | 0                    |
| 2.   | Julio Cruz           | 15 | 1                    |
| 3.   | Jean-Paul van Gastel | 13 | 5                    |

Mannen
1954/55 · 1955/56 · 1956–1988 · 1988/89 · 1989/90 · 1990/91 · 1991/92 · 1992/93 · 1993/94 · 1994/95 · 1995/96 · 1996/97 · 1997/98 · 1998/99 · 1999/00 · 2000/01 · 2001/02 · 2002/03 · 2003/04 · 2004/05 · 2005/06 · 2006/07 · 2007/08 · 2008/09 · 2009/10 · 2010/11 · 2011/12 · 2012/13 · 2013/14 · 2014/15 · 2015/16 · 2016/17 · 2017/18 · 2018/19 · 2019/20 · 2020/21 · 2021/22 · 2022/23 · 2023/24 · 2024/25

Vrouwen
2021/22 · 2022/23 · 2023/24 · 2024/25
Ajax ·
AZ ·
Cambuur Leeuwarden ·
Feyenoord ·
Fortuna Sittard ·
De Graafschap ·
sc Heerenveen ·
MVV ·
NAC ·
N.E.C. ·
PSV ·
RKC Waalwijk ·
Roda JC ·
Sparta Rotterdam ·
FC Twente ·
FC Utrecht ·
Vitesse ·
Willem II